# Museo d'arte contemporanea (Lissone)
Il museo d'arte contemporanea di Lissone è stato costruito nel 2000, nei pressi della stazione ferroviaria, per dare una sede ufficiale alla raccolta delle opere già presenti al Palazzo Terragni e nella Villa Candiani-Magatti.

## Origine e storia
La sua istituzione fu approvata dal Consiglio Comunale nella legislatura 1994-1998 insieme con la nuova Biblioteca Civica di Lissone con annessa Biblioteca del Mobile e dell'Arredamento e la costituzione del Progetto Lissone, e fu inaugurato nel 2000 nell'area recuperata in cui sorgeva nel 1840 il Mobilificio Meroni, di cui sono conservate ancora tracce nell'impianto architettonico dell'imponente facciata esterna.
Dal 2004 ha ottenuto l'importante e qualificante riconoscimento regionale dello status di museo, in riferimento ai criteri tecnico-scientifici ed agli standard individuati sulla scorta del D.M.  10 maggio 2001.
Nel gennaio 2025 il MAC entra a far parte del circuito AMACI (Associazione dei Musei d’Arte Contemporanea Italiani). Questo riconoscimento colloca il Museo d'Arte Contemporanea di Lissone tra le 26 eccellenze museali italiane, consolidando il suo ruolo nel panorama artistico nazionale e rafforzando il legame tra territorio e arte contemporanea.

## Collezione
Il museo presenta una collezione storica, costituita da opere d'arte contemporanea premiate e acquisite durante le diverse edizioni del Premio Lissone (dal 1946 al 1967 prima, e successivamente dal 2002 ad oggi). 
Il Premio Lissone per l’Arte si alterna, a partire dal 2007 e con cadenza biennale, al Premio Lissone Design. All’interno del museo è attivo un servizio di mediazione culturale per i visitatori e al piano terra è presente un book corner con libri e cataloghi disponibili per la libera consultazione in sede.
Parallelamente all’esposizione della Collezione di opere del Premio Lissone, il MAC organizza annualmente mostre temporanee di arte contemporanea e ospita regolarmente eventi culturali come performance, talk, presentazioni di libri, visite guidate e concerti.  

### Direttori
- Flaminio Gualdoni: 2001 - 2005
- Luigi Cavadini: 2005 - 2012
- Alberto Zanchetta[3] : 2012 - 2021
- Francesca Guerisoli: 2021 - 2023
- Stefano Raimondi[4] : 2023 -

### Opere
All'interno del museo sono visibili, tra le altre, opere di artisti di rilievo internazionale come: Renato Birolli, Gualtiero Galmanini, Mattia Moreni, Ennio Morlotti, Mario Schifano, Emilio Vedova, Mauro Reggiani, Antoni Tàpies, Piero Dorazio, Claude Bellegarde, Valerio Adami, Karel Appel, Francois Dufrêne, Emilio Scanavino, Achille Perilli, Theodor Werner, Gerard Schneider, Eugenio Tomiolo. 
Una particolare attenzione è inoltre dedicata alla vita e all'opera di Gino Meloni, grande pittore lissonese scomparso nel 1989, ispiratore e fondatore del Premio Lissone, e al quale dal 2014 è dedicata la sala espositiva al piano interrato del museo.

## Concorsi internazionali
Parallelamente ai due concorsi internazionali: "Premio Lissone" e "Premio Lissone Design" la diversificata attività del Museo di Arte Contemporanea di Lissone comprende lo sviluppo di progetti di didattica museale, rivolti alle scuole, l'organizzazione di grandi mostre temporanee, di eventi artistici, concerti e conferenze di approfondimento sul tema dell'arte e del design.